# Xã Big Timber, Quận Rush, Kansas
Xã Big Timber (tiếng Anh: Big Timber Township) là một xã thuộc quận Rush, tiểu bang Kansas, Hoa Kỳ. Năm 2010, dân số của xã này là 152 người.